# دانته روسی (بازیکن فوتبال)
دانته روسی (انگلیسی: Dante Rossi؛ زادهٔ ۱۲ ژوئیهٔ ۱۹۸۷) بازیکن فوتبال اهل سان مارینو است.
وی همچنین در تیم ملی فوتبال سان مارینو بازی کرده‌است.